# Christiane Saulnier
Pour les articles homonymes, voir Saulnier.
Christiane Saulnier (Paris, 1942-Paris, 1993) est une historienne française, spécialiste du judai͏̈sme hellénistique et romain, ainsi que des pratiques militaires de l'Italie préromaine.

## Éléments biographiques
Christiane Saulnier est licenciée en théologie, titulaire d'une maîtrise en théologie, diplômée d'hébreu biblique, agrégée d'histoire-géographie et docteur ès lettres.
Ses travaux furent notamment dirigés par Jacques Heurgon et William Seston.
Elle enseigna l'histoire à l'Institut catholique de Paris, où elle a dirigé le département d'histoire-géographie de la Faculté des lettres jusqu'en 1988, date où elle est devenue maîtresse de conférences d'histoire ancienne à l'Université Paris I-Panthéon-Sorbonne.

## Ouvrages et articles
- Saulnier Ch., La révolte des druses d'après l'Humanité, sous la dir. de Jean-Baptiste Duroselle, Paris, 1966
- Saulnier Ch., Les armées italiques, recherches sur l'armement, l'organisation militaire, les méthodes de combat et la conduite de la guerre chez les peuples italiques entre le VIIIe et le IIIe s. av. J.-C., thèse de doctorat soutenue en 1977
- Saulnier Ch., La Palestine au temps de Jésus, Paris, Cerf, 1979
- Saulnier Ch., L'armée et la guerre dans le monde étrusco-romain, VIIIe-IVe s., Paris, de Boccard, 1980[3]
- Saulnier Ch. La Crise maccabéenne, Collection Cahiers Évangile - no 42, Cerf, 1983[4]
- Saulnier Ch., L'Armée et la guerre chez les peuples samnites : VIIe-IVe s., Paris, de Boccard, 1983
- Saulnier Ch., Perrot C., Histoire d'Israël I, Paris, Cerf, 1985
- Saulnier Ch., Perrot C., Histoire d'Israël III, De la conquête d'Alexandre à la destruction du Temple (331 a. C.-135 a.D.), Paris, Cerf, 1985[5],[6]
- Saulnier Ch., Jérusalem : guide historique et culturel, Paris, Larousse, 1988
- « Rome et la Bible », Supplément au dictionnaire de la Bible, éditions Letouzey, 1982[7].

Plusieurs de ces ouvrages ont été traduits en espagnol, portugais ou italien.